# Olha Saladucha
Olha Walerijiwna Saladucha (ukrainisch Ольга Валеріївна Саладуха, engl. Transkription Olha Saladukha; * 4. Juni 1983 in Donezk, USSR) ist eine ehemalige ukrainische Leichtathletin, die sich auf den Dreisprung spezialisiert hat. Zu ihren größten Erfolgen zählen der Weltmeistertitel 2011 sowie die Europameistertitel in den Jahren 2010, 2012 und 2014.

## Sportliche Laufbahn
Erste internationale Erfahrungen sammelte Olha Saladucha bereits 1999, als sie bei den Jugendweltmeisterschaften in Bydgoszcz mit 12,76 m den neunten Platz belegte, wie auch bei den Junioreneuropameisterschaften zwei Jahre darauf in Grosseto mit 13,07 m. 2002 wurde sie bei den Juniorenweltmeisterschaften in Kingston mit einer Weite von 13,17 m Fünfte und bei den U23-Europameisterschaften 2005 in Erfurt mit 13,93 m Vierte. Anschließend gewann sie bei der Sommer-Universiade in Izmir mit 13,96 m die Silbermedaille. Bei den Europameisterschaften im Jahr darauf in Göteborg belegte sie mit 14,38 m den vierten Platz. 2007 siegte sie mit neuer Bestleistung von 14,79 m bei den Studentenweltspielen in Bangkok und klassierte sich bei den Weltmeisterschaften in Osaka mit einer Weite von 14,60 m auf dem fünften Platz. 2008 folgte ein sechster Platz bei den Hallenweltmeisterschaften in Valencia mit 14,32 m, wie auch bei den Olympischen Spielen in Peking, bei denen sie im Finale 14,70 m weit sprang.

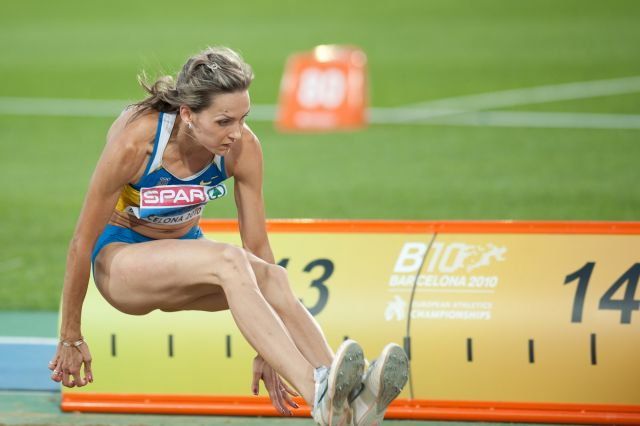
Bei den Europameisterschaften 2010

2009 war Saladucha nicht aktiv, kehrte aber 2010 erfolgreich zurück. Bei den Europameisterschaften in Barcelona siegte sie mit 14,81 m und 0,25 m Vorsprung auf die Italienerin Simona La Mantia. Bei den Weltmeisterschaften im Jahr darauf im südkoreanischen Daegu wurde sie Weltmeisterin mit einer persönlichen Bestweite von 14,94 m. 2012 verteidigte Saladucha in Helsinki ihren Europameistertitel und verbesserte nochmal ihre persönliche Bestweite auf 14,99 m. Bei den Olympischen Sommerspielen kurz darauf in London als Favoritin angetreten, rettete sie erst im letzten Sprung auf 14,79 m die Bronzemedaille hinter der Kasachin Olga Rypakowa und Caterine Ibargüen aus Kolumbien. Im März 2013 gewann sie bei den Halleneuropameisterschaften im schwedischen Göteborg die Goldmedaille mit der persönlichen Bestweite von 14,88 m. 2014 folgte der Gewinn der Silbermedaille bei den Hallenweltmeisterschaften im polnischen Sopot mit 14,45 m hinter der Russin Jekaterina Konewa sowie der dritte Titel in Folge bei den Europameisterschaften in Zürich, bei denen sie eine Weite von 14,73 m erreichte. 2015 nahm sie an den Leichtathletik-Weltmeisterschaften 2015 in Peking teil und belegte dort mit 14,41 m im Finale den sechsten Platz, wie auch bei den Europameisterschaften in Amsterdam im Jahr darauf mit 14,23 m. Sie qualifizierte sich aber auch für die Olympischen Spiele in Rio de Janeiro, bei denen sie mit 13,96 m in der Qualifikation ausschied.
2018 nahm sie bereits zum sechsten Mal an den Europameisterschaften in Berlin teil, konnte sich aber dismal mit 14,04 m erstmals nicht für das Finale der besten zwölf qualifizieren. 2019 gewann sie bei den Halleneuropameisterschaften in Glasgow mit einer Weite von 14,47 m im Finale die Bronzemedaille hinter der Spanierin Ana Peleteiro und Paraskevi Papachristou aus Griechenland. Im Oktober gelangte sie bei den Weltmeisterschaften in Doha bis ins Finale und klassierte sich dort mit 14,52 m auf dem fünften Platz. 2021 nahm sie ein weiteres Mal an den Olympischen Spielen in Tokio teil und verpasste dort mit 13,91 m den Einzug ins Finale. Anfang 2022 verkündete sie im Alter von 38 Jahren ihren Rückzug vom aktiven Sport.
2007 und 2008 sowie 2017 und 2018 wurde Saladucha Ukrainische Meisterin im Dreisprung im Freien sowie 2007 und 2008, 2014 und von 2017 bis 2019 auch in der Halle. 2011 sicherte sie sich zudem die Gesamtwertung der IAAF Diamond League. Sie ist mit dem ukrainischen Radrennfahrer Denys Kostjuk verheiratet. Saladucha nahm erfolgreich an den ukrainischen Parlamentswahlen im Juli 2019 auf der Liste der Partei Sluha narodu teil.

## Persönliche Bestleistungen
- Dreisprung: 14,99 m (+0,2 m/s), 29. Juni 2012 in Helsinki
  - Dreisprung (Halle): 14,88 m, 3. März 2013 in Göteborg